# ザ・ハンティング・パーティー
『ザ・ハンティング・パーティー』（The Hunting Party）は、アメリカ合衆国のロックバンド、リンキン・パークの6枚目のスタジオ・アルバム。全米では2014年6月17日にリリースされた。

## 解説
昨今、商業的に似たり寄ったりの音楽が溢れるロック市場に対し、初期のサウンドに回帰することを意識して制作。そのロックのエネルギーと魂を狩る為のパーティとしてタイトルは名付けられた。

今作からプロデューサーはリック・ルービンに代わりセルフプロデュースに。多数のゲストとコラボレーションした曲を収録。オリジナルアルバムとしては初の試みである。

全米アルバムチャート（Billboard 200）では初登場3位。『メテオラ』から続いていた初登場1位記録は途切れる形となった。全米での売上は現在までに100万枚以上を突破。その他世界23ヶ国のアルバムチャートでは10位以内で登場している。

## 収録曲
1. Keys to the Kingdom (3:38)
2. All for Nothing (3:33) 
Helmetのペイジ・ハミルトンが参加。
3. Guilty All the Same (5:55) - 1stシングル。
ラッパーのラキムが参加。
4. The Summoning (1:00)
5. War	(2:11)
6. Wastelands (3:15) - 3rdシングル
7. Until It's Gone	(3:53) - 2ndシングル
8. Rebellion (3:44) - 4thシングル
システム・オブ・ア・ダウンのダロン・マラキアンが参加。
9. Mark the Graves	(5:05)
10. Drawbar (2:46)
レイジ・アゲインスト・ザ・マシーンのトム・モレロが参加。
11. Final Masquerade (3:37) - 5thシングル
12. A Line in the Sand (6:35)